# Itancourt
Itancourt é uma comuna francesa na região administrativa de Altos da França, no departamento de Aisne. Estende-se por uma área de 7,11 km². Em 2010 a comuna tinha 1 063 habitantes (densidade: 149,5 hab./km²).